# Republikánská milicionářka v Barceloně
Republikánská milicionářka v Barceloně je fotografie Gerdy Taro z roku 1936.

## Příběh
Fotografie zobrazuje členku republikánské milice, jak trénuje na pláži Somorrostro v Barceloně ve čtvrti Barceloneta. Fotografie byla pořízena ve čtvercovém formátu 6 × 6 cm fotoaparátem Rolleiflex. Taro používala tento fotoaparát v Barceloně během občanské války. Fotografie byla poprvé zveřejněna ve francouzském magazínu VU.